# Center for Advanced Security Research Darmstadt

Logo del Center for Advanced Security Research Darmstadt

Il Center for Advanced Security Research Darmstadt (CASED) è un centro LOEWE  che si occupa di ricerca e sviluppo per la sicurezza IT con un approccio interdisciplinare e ad organizzazione trasversale. È stato fondato nel luglio 2008 dalla TU Darmstadt, dal Fraunhofer Institute for Secure Information Technology (SIT) e dalla Hochschule Darmstadt. Il CASED promuove e coordina la cooperazione tra le tre istituzioni. Il centro è diretto da Michael Waidner e Johannes Buchmann; impiega circa 170 persone di staff e 28 studenti; ha sede in Darmstadt, Mornewegstr. 32.
LOEWE è un'iniziativa del governo dell'Assia (Ministero dell'educazione superiore, ricerca ed arti), per supportare lo sviluppo dell'eccellenza scientifica ed economica in Assia nel lungo periodo. Il governo dell'Assia fornisce i finanziamenti per l'infrastrutture del CASED ed anche dei vari progetti delle tre istituzioni coinvolte.
Nei progetti finanziati svolgono ricerche di base e orientate all'applicazione informatici, ingegneri, medici, giuristi ed economisti inquadrati nelle tre organizzazioni partner.
L'obiettivo prioritario del centro coincide con ricerca e sviluppo di nuove soluzioni di sicurezza per aree di crescente importanza nella tecnologia IT, come sistemi embedded e service-oriented architecture. Di conseguenza, il centro tenta di scongiurare il grave pregiudizio patrimoniale derivante da spionaggio economico, manipolazione e contraffazione di prodotti. Un'altra finalità è garantire che nuove tecniche e servizi online funzionino in modo regolare e sicuro sia dal punto di vista dei fornitori, sia da quello degli utenti.

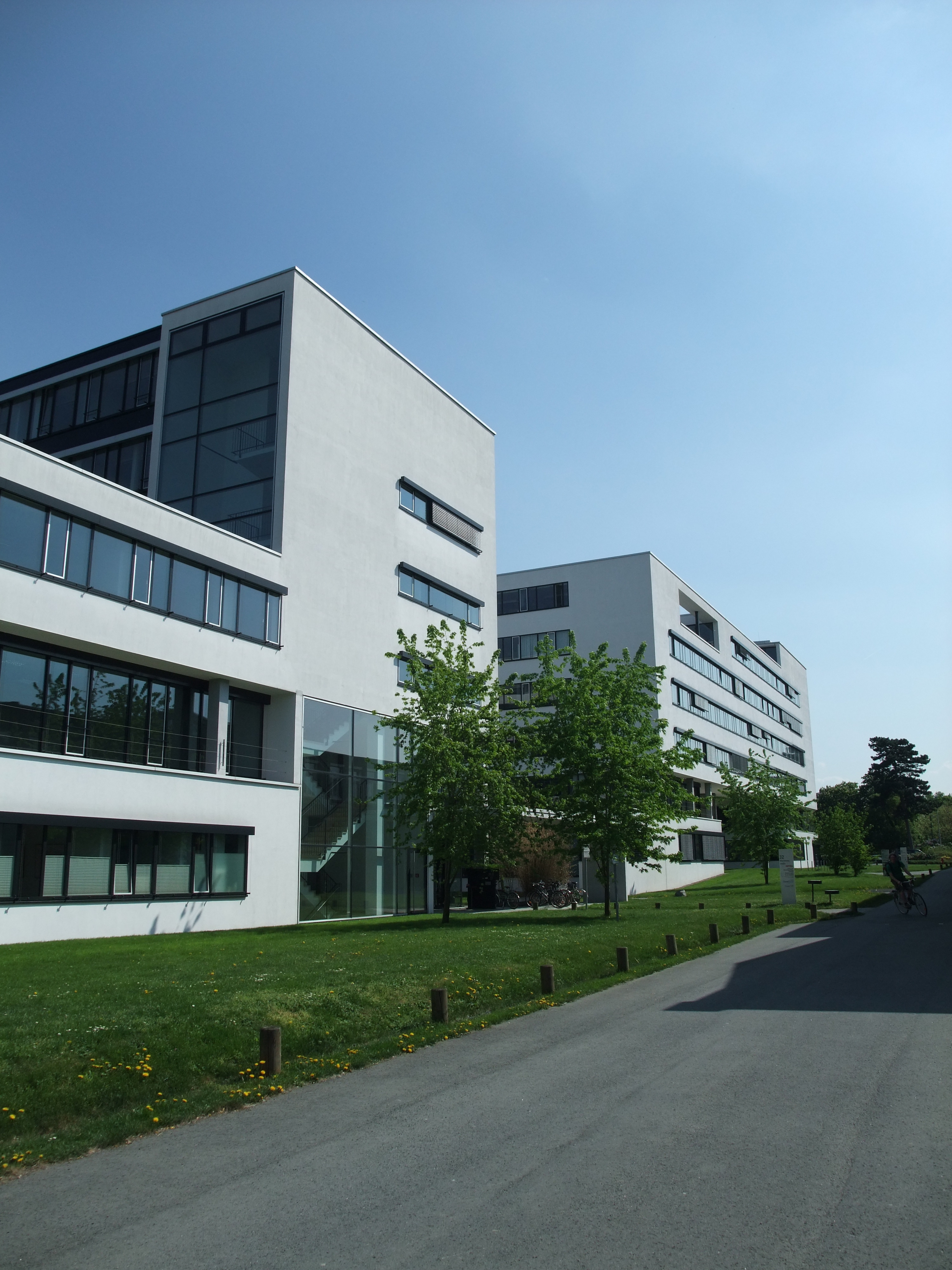
Il Center for Advanced Security Research Darmstadt

## Aree di ricerca
- Secure Data: Ricerca di base e sviluppo di procedure per la sicurezza dei dati digitali in un mondo eterogeneo, dinamico e decentrato con la presenza ubiqua di computer.
- Secure Things: Ricerca di base e sviluppo di procedure per la protezione dei sistemi embedded, che spesso hanno modeste risorse e pochi mezzi di comunicazione.
- Secure Services: Ricerca di base e sviluppo di procedure per il miglioramento duraturo della sicurezza ed affidabilità dei servizi on-demand.
- Smart Civil Security: Ricerca di base e sviluppo di procedure per la sicurezza ed affidabilità della nuova interazione uomo-computer ed anche dei concetti software e di comunicazione.
- La graduate school offre un programma strutturato per gli studenti PhD presso il CASED.

## Argomenti di ricerca
- Crittografia, comprendente la crittografia quantistica, quella a chiave pubblica ed altre infrastrutture di sicurezza.
- Verifica formale
- Archiviazione di lungo periodo
- Digital watermarking, digital rights management, anche con specifico riferimento alla tutela dei diritti dell'impresa
- Privacy digitale e copyright
- Applicazioni informatiche per la scienza forense
- Trusted computing
- Sicurezza dei sistemi embedded
- Analisi e consolidamento del canale laterale
- Linee-guida di sicurezza
- Sicurezza del software
- Sistemi operativi e middleware di sicurezza
- Gestione di identità/accesso
- Modelli di affidabilità (trust) e reputazione
- Voto elettronico, e-health, commercio elettronico, amministrazione digitale
- Sicurezza multimediale
- Risk Management
- Ricognizione di conformità dei test di sicurezza anti-malware, delle misurazioni di sicurezza, sicurezza delle service-oriented architecture e cloud
- Applicazioni web di sicurezza, utilizzabilità dei prodotti di sicurezza
- Aspetti legali ed economici
- Infrastrutture essenziali di sicurezza e gestione delle emergenze
- Sistemi di allarme di sicurezza attraverso biometria, riconoscimento delle persone e tracciamento

## Scienziati coinvolti
Gernot Alber, Reiner Anderl, Harald Baier, Eric Bodden, Alejandro Buchmann, Johannes Buchmann, Stanislav Bulygin, Christoph Busch, Peter Buxmann, Marc Fischlin, Iryna Gurevych, Matthias Hollick, Sorin A. Huss, Stefan Katzenbeisser, Andreas Koch, Heiko Mantel, Mark Manulis, Leonardo Martucci, Mira Mezini, Max Mühlhäuser, Alexander Rossnagel, Ahmad-Reza Sadeghi, Werner Schindler, Andy Schürr, Martin Steinebach, Thorsten Strufe, Neeraj Suri, Melanie Volkamer, Michael Waidner, Thomas Walther